# Le Menteur
Pour les articles homonymes, voir Menteur.
Le Menteur est la dernière comédie baroque de Corneille, représentée en 1642 au théâtre du Marais et publiée pour la première fois en octobre 1644. Elle eut un très grand succès. La comédie est librement inspirée de la comédie espagnole La verdad sospechosa (La vérité suspecte) de Juan Ruiz de Alarcón (ca. 1617).
Évoquant le mensonge et le libertinage de mœurs, elle contient quelques passages parodiant Le Cid. Elle a fait l’objet d'une suite, La Suite du Menteur en 1645.
Jodelet obtint un grand succès en interprétant le rôle de Cliton, valet de Dorante.
C'est le plus gros succès de son temps, qui préfigure le style repris vingt ans plus tard par Molière.